# 爪哇厚叶蕨
菲律賓厚葉蕨（學名：Cephalomanes javanicum）又名爪哇厚叶蕨，为膜蕨科厚叶蕨属下的一个种。

## 扩展阅读
- 維基物種上的相關：爪哇厚叶蕨